# أريفالدو
أريفالدو هو لاعب كرة قدم برتغالي في مركز نصف الجناح، ولد في 8 فبراير 1994 في أفيرو في البرتغال. شارك مع منتخب البرتغال تحت 20 سنة لكرة القدم. أما مع النوادي، فقد لعب مع ريكرياتيفو دو ليبولو وسبورتينغ براغا.

## وصلات خارجية
- أريفالدو على موقع قاعدة بيانات كرة القدم.إي يو (الإنجليزية)
- أريفالدو على موقع Soccerway.com (الإنجليزية)